# Mungo Park (golfspiller)
 For alternative betydninger, se Mungo Park. (Se også artikler, som begynder med Mungo Park)
Mungo Park (1835 i Musselburgh – 1904) var en skotsk golfspiller og en del af den kendte, golfspillende Park-familie. Han blev født i Quarry Houses i Musselburgh, som senere blev en af tre byer, som på skift var vært for The Open Championship i 1870'erne og 1880'erne. Han lærte allerede som dreng at spille golf men brugte derefter 20 år som sømand. Han vendte tilbage til sin hjemby i starten af 1870'erne og vandt The Open Championship i 1874 på Musselburgh Links med en vinderscore på 159 slag for 36 huller.
Han brugte sit senere arbejdsliv som lærer, golfbanedesigner og køllemager.
Mungo Parks bror Willie og hans nevø Willie Park, Jr. vandt også begge The Open Championship.